# Shenshou
Shenshou lui loài thú tiền sử thuộc nhóm Haramiyida có niên đại từ giai đoạn Oxford của kỷ Jura muộn, khoảng 160 triệu năm trước. Hóa thạch chúng được thu thập từ hệ tầng Tiaojishan ở tỉnh Liêu Ninh của Trung Quốc. Tên gọi của loài thú này có nguồn gốc từ tiếng Quan thoại (神獸 shénshòu nghĩa là thần thú), trong khi hậu tố có liên quan đến Lu Jianhua, nhà khoa học đã thu thập mẫu vật kiểu mẫu của chúng

## Mô tả
Shenshou được cho là một loài động vật leo cây vì nó có khung xương nhẹ, đuôi dài thon, bàn tay và chân đã tiến hóa để đảm nhiệm chức năng bu bám và cho phép con vật leo lên cây. Những đặc điểm này, bao gồm cả răng cửa lớn của Shenshou, khiến con vật giống như một con sóc. Tuy nhiên, Shenshou không phải là tổ tiên trực tiếp của loài sóc, sự giống nhau này hoàn toàn là do sự tiến hóa hội tụ. Các cá thể được cho là nặng 300 gram (11 oz). Sự hiện diện của tai giữa ba xương cho thấy những động vật này là động vật có vú; tuy nhiên, người ta đã xác định được những loài Haramiyida cũng phát triển xương tai độc lập với động vật có vú thực sự và là động vật bên ngoài nhóm chỏm cây của động vật có vú. Những chiếc răng cho thấy Shenshou có lẽ là một loài ăn tạp, rất có thể với chế độ ăn trái cây, các loại hạt và côn trùng.

## Hóa thạch
Phần còn lại của Shenshou được phát hiện cùng với hóa thạch của hai loài động vật giống như loài sóc tuyệt chủng khác, Xianshou songae và Xianshou linglong, trong tầng lớp có niên đại 160 triệu năm. Các động vật được tìm thấy thuộc về một nhóm được gọi là Haramiyi, hiện được xác định là động vật có vú xuất hiện sớm. Chúng sống cùng với một nhóm động vật gặm nhấm nhỏ khác, đa loài, đã được chấp nhận là động vật có vú. Phát hiện này đã đẩy ngày bắt nguồn của động vật có vú trở tại kỷ Trias muộn bắt nguồn, khoảng 220 triệu đến 200 triệu năm trước. Các hóa thạch được tìm thấy bao gồm một hộp sọ, răng và các bộ phận của bộ xương, cho thấy rõ rằng Shenshou là động vật có vú. 